# 何浩文
何浩文（英語：Dominic Ho Ho Man，1988年10月28日—）在香港成長，是香港的男歌手及前無綫電視的基本藝人合約藝員，於2009年出道。

## 簡介
何浩文有1姊，父親是教育局課程發展處總課程發展主任（體育）何振業，母親是中學教師。何浩文早年就讀荃灣官立中學，其後到英國完成中學課程。他後來回港兼讀會計課程，並因舞技出色而被经纪公司發掘，與袁駿傑、喇英和楊尚斌在2008年組成男子跳唱組合Bro5，在2011年12月14日發表單曲《太陽風暴》。2009年參演無線電視電影《南華夢飛翔》擔任男主角，隨後亦參演多部電影。在2012年因在电影《喜爱夜蒲2》饰演帅气警察而人气急升，之后更主演了《古惑仔：江湖新秩序》，飾演梁二(大天二)一角。2013年，何浩文被王晶發掘，於2014年正式加盟其旗下星王朝影視製作有限公司。在2015年，何浩文主演了由區焯文執導的《鴨王》，戲中他更以全裸上陣。另外，他更負責主唱電影的主題曲外，同時他亦為此電影主題曲擔任填词工作。何浩文在2014年發表首支個人單曲《Say You Love Me》，2015年親自監製全新歌曲《爱不起·对不起》。2016年何浩文重返無綫電視，接拍《賭城群英會》。其後他亦有參演《使徒行者2》及《冒险王卫斯理》等劇集。2017年起，他除了在戲劇方面發展外，同時亦有參與主持一些有關生活資訊節目及參演多個不同類型的綜藝節目，在電視上作多方面發展。2021年6月離開無綫，投入其健身房事業，偶爾擔任不同演唱會的攝影師。

## 個人生活
何浩文曾與女歌手糖妹交往，後來分手。
於2016年11月何浩文向傳媒正式公開其正在與圈外任職空姐的唐紫瓊拍拖，直到2018年3月何浩文接受記者訪問時宣布二人已經分手。
現在與同門師妹方敏婷拍拖。

## 影視作品

### 電影
| 播放年份 | 節目名稱                             | 角色         |
| 2011年   | 《猛鬼愛情故事》                     | 學生         |
| 2011年   | 《喜愛夜蒲》                         | 蒲友 Luke 蓝 |
| 2012年   | 《喜愛夜蒲2》                        | 阿煇         |
| 2013年   | 《古惑仔：江湖新秩序》               | 大天二       |
| 2013年   | 《第一次不是你》                     | Vincent      |
| 2013年   | 《溝女不離三兄弟》                   | Lulu 男友    |
| 2014年   | 《喜愛夜蒲3》                        | 阿輝         |
| 2014年   | 《Delete愛人》                       | 家明         |
| 2014年   | 《微交少女》                         | 阿卡         |
| 2014年   | 《唐伯虎衝上雲霄》                   | 基仔/粉香    |
| 2015年   | 《鴨王》                             | 何鉅峰       |
| 2015年   | 《賭城風雲II》                       | 阿東         |
| 2016年   | 《鴨王2》                            | 何鉅峰       |
| 2016年   | 《iGirl 夢情人》                     | 尊尼(Johnny) |
| 2016年   | 《失戀日》                           | 關家偉       |
| 2019年   | 《唐伯虎點秋香2019》                 | 劉浩南       |
| 2019年   | 《追龍II：賊王》                     | 賀家偉       |
| 2019年   | 《新河东狮吼》(網絡電影)             | 蘇少棠       |
| 2020年   | 《孫悟空大戰盤絲洞》(網絡電影)       | 朱郎君       |
| 2021年   | 《金錢帝國：追虎擒龍》               | 何國勇       |
| 2021年   | 《奇門密探》(網絡電影)               | 太陽         |
| 2022年   | 《倚天屠龍記之九陽神功》（網絡電影） | 殷梨亭       |
| 2022年   | 《倚天屠龍記之聖火雄風》（網絡電影） | 殷梨亭       |
| 2023年   | 《追龍番外篇之龍爭虎鬥》（網絡電影） | 大威         |

### 電視劇（無綫電視）
| 播放年份 | 劇集名稱                 | 角色           | 備註                                         |
| 2017年   | 《賭城群英會》           | 蕭志朗         | 其重返無線之首部電視劇、第五男主角           |
| 2017年   | 《使徒行者2》            | O記探員        | 客串                                         |
| 2018年   | 《冒險王衛斯理之支離人》 | 白奇偉         | 第四男主角、僅在冒險王衛斯理之支離人單元之中 |
| 2019年   | 《荷里活有個大老千》           | 賀加俊         | 男配角                                       |
| 2023年   | 《一舞傾城》             | 胡志文（Dave） | 特別演出                                     |
| 2024年   | 《狀王之王》             | 談正堂         |                                              |

### 電視劇集（邵氏兄弟）
| 播放年份 | 劇集名稱       | 角色        |
| 2020年   | 飛虎之雷霆極戰 | 賀進 (年輕) |

### 電視劇（其他頻道）
| 播放年份 | 節目名稱        | 角色   | 節目類型   |
| 2015年   | 《火速救兵III》 | 陳耀邦 | 港台電視   |
| 2021年   | 《情陷聊斋》    | 寧楚生 | 優酷網絡劇 |

### 電視電影
| 播放日期      | 電影名稱   | 角色名稱            |
| 2009年 8月8日 | 南華夢飛翔 | 嬴一球 (第一男主角) |

### 微電影
| 播放年份 | 電影名稱           |
| 2013年   | 《好奇不滅》       |
| 2013年   | 《本可改變的結局》 |
| 2013年   | 《兜售回憶》       |
| 2014年   | 《愛神那一吻》     |
| 2015年   | 《糖衣》雨侨       |
| 2015年   | 《隧道》譚小環     |

### 綜藝節目（TVB）
| 播放年份 | 節目名稱                 | 角色   | 節目類型 |
| 2014年   | 三個粉絲去首爾           | 主持   | 旅遊追星 |
| 2017年   | 玩轉香港日與夜           | 主持   | 生活消閒 |
| 2017年   | 瘋狂夏水禮2017           | 參賽者 | 遊戲節目 |
| 2017年   | 粵講粵㜺鬼 （第三輯）    | 主持   | 生活資訊 |
| 2017年   | 最緊要好好玩(消暑版)     | 演出   | 搞笑節目 |
| 2018年   | 生活100錯                | 主持   | 生活資訊 |
| 2018年   | 大玩特玩                 | 參賽者 | 遊戲節目 |
| 2019年   | 玩轉獅門娛樂天地         | 參賽者 | 遊戲節目 |
| 2023年   | 濠玩夏水禮               | 參賽者 | 遊戲節目 |
| 2023年   | 獎門人Happy Summer感謝祭 | 參賽者 | 遊戲節目 |
| 2023年   | 獎門人台慶感謝祭         | 參賽者 | 遊戲節目 |
| 2023年   | 歡樂滿東華2023           |        |          |

## 音樂作品

### 派台歌曲成績
| 香港四大媒體上榜成績 | 香港四大媒體上榜成績 | 香港四大媒體上榜成績 | 香港四大媒體上榜成績 | 香港四大媒體上榜成績 | 香港四大媒體上榜成績 | 香港四大媒體上榜成績 |
| -------------------- | -------------------- | -------------------- | -------------------- | -------------------- | -------------------- | -------------------- |
| 唱片                 | 歌曲                 | 903                  | RTHK                 | 997                  | TVB                  | 備註                 |
| 2011年               |                      |                      |                      |                      |                      |                      |
| 太陽風暴             | 太陽風暴             | -                    | -                    | -                    | -                    | Bro 5時期            |
| 2014年               |                      |                      |                      |                      |                      |                      |
|                      | Say You Love Me      | -                    | 19                   | 4                    | -                    |                      |
| 2015年               |                      |                      |                      |                      |                      |                      |
|                      | 愛不起·對不起        | -                    | -                    | 5                    | -                    |                      |
|                      | 不知所措             | -                    | -                    | -                    | -                    |                      |

- （*）表示仍在榜上

### 音樂比賽
| 參賽年份 | 節目名稱          | 獎項 | 播放頻道 | 備註               |
| 2013年   | 麥王爭霸 (第三季) | 亞軍 | 珠江頻道 | 以組合Bro5名義參賽 |

### MV
| 播放年份 | 歌曲名稱                                    | 主唱   |
| 2011年   | 《仍然 （页面存档备份，存于）》             | 關心妍 |
| 2011年   | 《中學生應該談戀愛 （页面存档备份，存于）》 | 野仔   |
| 2014年   | 《愛我就吻我 （页面存档备份，存于）》       | 藍奕邦 |
| 2020年   | 《我為誰快樂 （页面存档备份，存于）》       | 何家銘 |
| 2021年   | 《自救 （页面存档备份，存于）》             | 何家銘 |
| 2024年   | 《尾班機 （页面存档备份，存于）》           | MATCH  |
| 2024年   | 《就此封存我們》                            | MATCH  |

## 外部連結
- 何浩文的Facebook專頁
- 何浩文的新浪微博
- 何浩文的Instagram帳戶
- 何浩文在香港影庫上的簡介